# Мажуранич, Владимир
Владимир Мажуранич (хорв. Vladimir Mažuranić; род. 16 октября 1845 — 17 января 1928, Загреб) — хорватский писатель, историк, юрист, лексикограф, академик. Доктор права (1925). Почётный гражданин Загреба.

## Биография
Родился в Карловаце. Сын хорватского бана и поэта Ивана Мажуранича и отец хорватской писательницы Иваны Брлич-Мажуранич. Среднее образование получил в классической гимназии Загреба, которую окончил в 1862 году. Изучал право в Венском университете, окончил юридический факультет Загребского университета в 1866 году.
Был судебным секретарём, затем судебным приставом и адвокатом. Работал городским судьёй в Карловаце, прокурором в Огулине и заместителем мэра Карловаца. Был советником по гражданским вопросам во время оккупации Боснии и Герцеговины Австро-Венгрией в 1878—1884 гг. Работал начальником секции юстиции Земельного Правительства Хорватии, Далмации и Славонии с 1884 по 1898 год. Был председателем Банского суда в Загребе с 1898 по 1912 год.
Действительный член Югославской академии наук и искусств с 1910 года, а в 1918—1921 гг. был её президентом. В 1925 году получил звание почётного доктора Загребского университета. Почётный член Польской и Чешской академий наук и Научного общества имени Тараса Шевченко во Львове. Также был членом Общества братьев Хорватского дракона.
Его основной работой был Prinosi za hrvatski pravno-povjestni rječnik («Материалы к хорватскому историко-юридическому словарю», I—II, 1908-22), в котором он собрал и проанализировал историко-правовое хорватское лексическое наследие. Автор стихов («Orle moj…», «Nevolja» и др.), драматических произведений («Grof Ivan», 1883), биографических разысканий («Melek Jaša Dubrovčanin u Indiji god. 1480—1528», 1925), «O rječniku pravnog nazivlja hrvatskoga» (1902).
Скончался в Загребе в 1928 году. Похоронен 21 января 1928 года в фамильном склепе Мажураничей на кладбище Мирогой.

## Работы
- Grof Ivan, 1883.
- O rječniku pravnog nazivlja hrvatskoga, 1902.
- Prinosi za hrvatski pravno-povjestni rječnik, 1908.
- Dodatci uz prinose za hrvatski pravno-povjestni rječnik, 1923.
- Pjesme Ivana Mažuranića
- Izvori dubrovačkoga historika Jakova Lukarevića, 1924.
- Melek "Jaša Dubrovčanin" u Indiji god. 1480.-1528. i njegovi prethodnici u Islamu prije deset stoljeća, 1925.
- Pozdrav bratski sa našega Jadrana, 1925.
- Gebalim, 1927.
- Suedslaven im Dienste des Islams (vom X. bis ins XVI. Jahrhundert): ein Forschungsbericht aus Kroatisch erschienenen Studien, 1928.
- Civitatensis, 1931.
- Urbicus, 1931.